# ハロー!グッバイ
『ハロー!グッバイ』（Hello! Good-Bye）は、1989年4月14日から9月22日にかけて、日本テレビ系列で放送された東宝制作の刑事ドラマである。放送時間は毎週金曜20:00 - 20:54（JST）。

## 解説
銀座を管轄とする銀座警察署（架空）の刑事課に設けられた分室を舞台に、同期のキャリア警察官3人を中心とした刑事たちの活躍を描く。
本作は日本テレビ金曜8時連続ドラマとしては初めてVTRで撮影された作品となったが、次作品は再びフィルム撮影に戻されている。
本作の映像ソフト化は行われていない。CS放送では、2000年代以降日テレプラス、チャンネルNECOで放送が行われた。

## 主な登場人物
伊達晋作 - 水谷豊
階級は警部補。銀座署刑事課分室所属。かつて銀座署勤務だったがキャリアでありながら無鉄砲な行動が目立つことから海外研修の名目（実質飛ばされた）でロンドン警視庁に2年間赴任させられる。銀座署復帰と共に設けられた刑事課分室の実質的リーダー。白を切り続ける相手に放つ決めゼリフ「いい加減にしないと、怒ると人間変わっちゃうよ……？」後の腕っぷしの強さは、ロンドン時代は地元マフィアから一目置かれつつも鬱陶しがられ、帰国を知ったマフィアから「送別会」を開催されてしまったほど。最終話で人質救出のためにした行動が問題となり、今度はニューヨーク市警察へ飛ばされることになる。使用拳銃はS&W M59・シルバーモデル。
安藤泰彦 - 三田村邦彦
階級は警部。銀座署刑事課長だが実質的に分室専従。出世欲が強くエリート風。伊達と小宮とは同期で、特に伊達とは幼稚園からの腐れ縁ながら周囲にはその存在を疎んじているように振る舞っているが、実際には張り合いつつも仲が良い。喧嘩っ早い伊達の世話を焼いているシーンもある。刑事課分室の設置は伊達たちを隔離するための安藤の発案だったが、東郷によって自身もその分室に追いやられる。署長へ栄転の話が持ちあがるも、最終話で人質救出のためにした行動が問題視され、モスクワ市警での研修となる。使用拳銃はコルト・ガバメント。
小宮真理子 - 賀来千香子
階級は警部補。銀座署刑事課分室所属。警視庁から赴任。通称「マリリン」。伊達の復帰に際し陰で奔走していた。最終話で人質救出のためにした行為が問題となり、警視庁外事課に異動となり、パリのICPOへ出向。使用拳銃はS&W・M36・2インチモデル。
本作ではキャリアとして設定されている上記3名だが、勤続年数に対する階級設定や職歴が、実際のキャリアたる国家公務員上級職→I種（→後に国家総合職）試験採用者のものとは異なる。
東郷平九郎 - 大地康雄
銀座署署長。階級は警視正。基本的には「暴力は嫌いだ」という考えだが、時には「暴力には暴力で」と発言する極端な思考を持つ。愛車はUP20系パブリカ。テレビドラマ『太陽にほえろ!』が大好きで、署内でも同作のOPテーマの鼻歌をよく歌っている。またアンチ巨人であることも告白している。最終話で伊達らキャリア3人の失態の引責で刑事課長に降格。
真鍋譲 - 布施博
階級は巡査長。銀座署刑事課分室所属。自称「銀座署一のハードボイルド」。捜査に於いてはカワサキ製のオートバイを愛用。使用拳銃はコルト・パイソン・2.5インチモデル。（放送回によっては、コルト・ローマン・4インチモデル）
風間勉 - 川崎麻世
階級は巡査。銀座署刑事課分室所属。真鍋と併せて下の名前でベンジョコンビと呼ばれることがある。使用拳銃はコルト・ローマン・4インチモデル。
牧村とも子 - 五十嵐いづみ
階級は巡査。銀座署刑事課分室所属。小宮の女性刑事像に憧れている。使用拳銃はFN ブローニングM1910。
田川優 - 石井章雄
階級は巡査部長。銀座署刑事課分室所属。課長の腰巾着的位置付け。第2話では、悪意はなかったものの、真鍋の名前を勝手に使い、偽刑事騒動を引き起こす。
屋台のよねちゃん - 福崎和宏
伊達や安藤が立ち寄るおでん屋台の主人。伊達が銀座署へ戻ってきて以降、銀座署関係者以外の客が少なくなったことを嘆くこともある。

## 放映リスト
本作のサブタイトルは基本的に洋画のタイトルをもじったもの（「刑事に明日はない」→『俺たちに明日はない』、「愛と哀しみの刑事」→『愛と哀しみの果て』、「赤ちゃんは刑事が好き」→『赤ちゃんはトップレディがお好き』、「刑事・最後の聖戦」→『インディ・ジョーンズ/最後の聖戦』）が使用され、また日本映画のタイトル（「嵐を呼ぶ刑事」→『嵐を呼ぶ男』、「刑事は美女をスキになる」→『君は僕をスキになる』、「どっちの刑事にするの」→『どっちにするの。』）も用いられている。
| 話数                                             | 放送日        | サブタイトル           | 脚本     | 演出・監督 | ゲスト                                         | 視聴率 |
| ------------------------------------------------ | ------------- | ---------------------- | -------- | ---------- | ---------------------------------------------- | ------ |
| 1                                                | 1989年4月14日 | 嵐を呼ぶ刑事           | 矢島正雄 | 中山史郎   | 山本昌平、原ひさ子、深見亮介                   | 11.8%  |
| 2                                                | 1989年4月21日 | 刑事・怒りの鉄拳       | 矢島正雄 | 萩原鐵太郎 | 南原宏治                                       | 18.1%  |
| 3                                                | 1989年5月5日  | 危険な刑事             | 金子裕   | 中山史郎   | 風見章子、浜田晃                               | 9.0%   |
| 4                                                | 1989年5月12日 | 刑事と極道の妻         | 桃井章   | 萩原鐵太郎 | 大塚良重、中島葵                               | 14.9%  |
| 5                                                | 1989年5月19日 | 愛と哀しみの刑事       | 金子裕   | 萩原鐵太郎 | 梨本謙次郎、江藤漢、大倉順憲                   | 12.8%  |
| 6                                                | 1989年5月26日 | 刑事に明日はない       | 大川俊道 | 木下亮     | 土家里織、秋間登、渡辺哲                       | 11.7%  |
| 7                                                | 1989年6月9日  | 刑事の初恋物語         | 金子裕   | 木下亮     | 戸川純、大林丈史                               | 12.9%  |
| 8                                                | 1989年6月23日 | 刑事と妹               | 桃井章   | 萩原鐵太郎 | 二階堂千寿                                     | 12.8%  |
| 9                                                | 1989年6月30日 | 刑事がヘルプ!          | 尾西兼一 | 萩原鐵太郎 | 早川雄三、中田譲治、斉藤暁、立原ちえみ         | 11.5%  |
| 10                                               | 1989年7月7日  | 赤ちゃんは刑事が好き   | 金子裕   | 木下亮     | 内田勝正、榎木兵衛、藤江リカ                   | 15.2%  |
| 11                                               | 1989年7月14日 | 刑事・怒りの追撃       | 金子裕   | 山本迪夫   | 佐原健二、清水章吾、木村弓美                   | 17.6%  |
| 12                                               | 1989年7月21日 | マドンナは刑事が好き   | 桃井章   | 山本迪夫   | テレサ野田、重久剛一、加地健太郎               | 12.6%  |
| 13                                               | 1989年7月28日 | 女が刑事になる時       | 金子裕   | 山本迪夫   | 野村義男、中丸新将、清水昭博                   | 15.6%  |
| 14                                               | 1989年8月4日  | 刑事・炎の友情         | 尾西兼一 | 木下亮     | 片岡弘貴、遠藤征慈、川津花、小川美那子         | 14.1%  |
| 15                                               | 1989年8月11日 | 刑事・怒りの逆襲       | 金子裕   | 木下亮     | 大村波彦                                       | 11.2%  |
| 16                                               | 1989年8月18日 | 刑事は美女をスキになる | 尾西兼一 | 村田忍     | 塚田きよみ                                     | 15.3%  |
| 17                                               | 1989年9月1日  | となりのオンナ刑事     | 金子裕   | 長谷部安春 | 石倭裕子、椎谷建治、きくち英一                 | 15.2%  |
| 18                                               | 1989年9月8日  | どっちの刑事にするの   | 金子裕   | 長谷部安春 | 平泉成、石山雄大、伴直弥                       | 17.1%  |
| 19                                               | 1989年9月22日 | 刑事・最後の聖戦       | 金子裕   | 木下亮     | 清水綋治、遠藤憲一、斉藤暁、鶴田忍、池田史比古 | 18.3%  |
| 世帯平均視聴率 14.1％（ビデオリサーチ 関東地方） |               |                        |          |            |                                                |        |

## テーマ曲
- オープニング「KISS DE 極楽(パラダイス)」
第1話 - 第4話までは放送日がヴォーカル解禁前だったため、劇中BGM用に作成された「Dog Days」のインストゥルメンタル曲を使用。
- エンディング「Dog Days」

ともにHOUND DOG（MOTHER&CHILDREN）
オリジナル・サウンドトラック盤
MOTHER&CHILDRENレコードから、CD版とミュージック・カセットで発売。CDの品番はMCD-1008。上記2曲を含む12曲収録。ほとんどがヴォーカル曲で劇伴BGMの収録は少ない（第1話 - 第4話版オープニング曲も未収録）。
1. KISS DE 極楽（パラダイス）
2. Dog Days
3. 太陽の様に
4. BAY SIDE STORY（劇伴インスト）
5. HOLD ON（唄：DOAN CUPER）
6. TAKE YOUR TIME（唄：金子マリ）
7. MIDNIGHT JUNCTION（劇伴インスト）
8. I LOVE YOU TOO MUCH（唄：金子マリ）
9. ガラスの部屋〜The crystal room〜（唄：金子マリ）
10. 走れ！愛のために〜Our love will never fade〜（唄：DOAN CUPER）
11. WALKIN'（劇伴インスト）
12. バラード（唄：山本はるきち）

特記なき曲は唄：HOUND DOG

## スタッフ
- 企画：清水欣也（日本テレビ）、梅浦洋一
- プロデューサー：宮崎洋、三井孝俊
- 音楽：山本はるきち
- 技斗：林邦史朗、車邦秀
- カースタント：タカハシレーシング
- 制作協力：THE WORKS、ビデオフォーカス、トヨタ自動車、三菱自動車[注 4]
- 制作：日本テレビ
- 製作・著作：東宝株式会社